# Ovo Fabergé

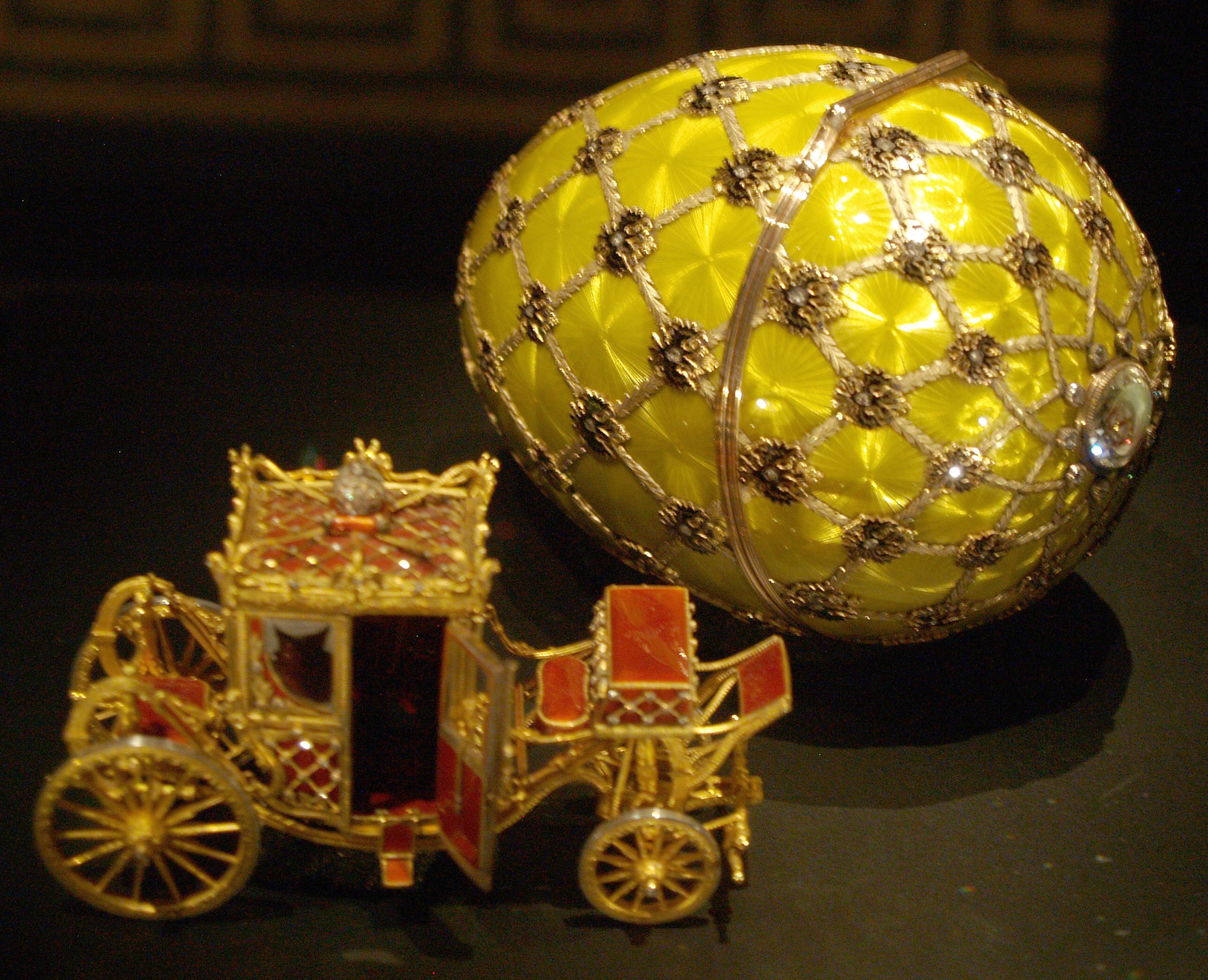
O Imperial Coronation, um dos mais famosos e icônicos de todos os ovos Fabergé.

Os ovos Fabergé são obras-primas da joalharia produzidas por Peter Carl Fabergé e seus assistentes no período de 1885 a 1917 para os czares da Rússia. Os ovos, cuidadosamente elaborados com uma combinação de esmalte, metais e pedras preciosas, escondiam surpresas e miniaturas. Encomendados a Peter Carl Fabergé, eram oferecidos na Páscoa entre os membros da família imperial. Disputados por colecionadores em todo o mundo, os famosos ovos de Páscoa criados pelo joalheiro russo são admirados pela perfeição e considerados expoentes da arte joalheira.

## História
Fabergé e seus ourives desenharam e construíram o primeiro ovo em 1885. Ele foi encomendado pelo czar Alexandre III como um presente de Páscoa para sua esposa Maria Feodorovna. Exteriormente ele parecia um simples ovo de ouro esmaltado, mas ao abri-lo, revelava-se uma gema de ouro, que dentro de si possuía uma galinha, que por sua vez continha um pingente de rubi e uma réplica em diamante da coroa imperial. Tais características lembram os bonecos matrioska.
A imperatriz Maria ficou tão impressionada com o presente que Alexandre acabou por nomear Fabergé como o "fornecedor da corte" e passou a encomendar um ovo por ano, sob determinação de que este fosse único e contivesse uma surpresa. Seu filho, Nicolau II, deu sequência à tradição e anualmente presenteava sua esposa, Alexandra Feodorovna.
Cinquenta ovos imperiais foram produzidos para os czares Alexandre III e Nicolau II; ademais, outras dessas joias também foram encomendadas por membros da nobreza.
Assim que um tema era escolhido, uma equipe de artesãos - dentre os quais Michael Perkhin, Henrik Wigström e Erik August Kollin - começava a trabalhar no projeto. Dezenas de clientes particulares apareceram com fama despertada pelos ovos imperiais.

### Materiais
Os materiais utilizados por Fabergé incluíam os metais prata, ouro, cobre, níquel, paládio e platina, que eram combinados em proporções variadas a fim de produzirem diversas cores, além de utilizar a técnica de esmaltagem plique-à-jour assim como pedras preciosas como rubi, quartzo, diamante, jade e ágata.

## Lista de Ovos Fabergé "Imperiais"
Abaixo está uma cronologia dos ovos feitos para a família imperial. A datação dos ovos evoluiu. Uma cronologia anterior datou o Ovo do Relógio da Serpente Azul em 1887 e identificou o ovo de 1895 como o Ovo dos Doze Monogramas. A descoberta do Terceiro Ovo de Páscoa Imperial anteriormente perdido confirma a cronologia abaixo.
| Ano  | Ovo                                  | Imagem | Descrição | Proprietário                                                                                   |
| ---- | ------------------------------------ | ------ | --- | ---------------------------------------------------------------------------------------------- |
| 1885 | Primeiro ovo de galinha              |        | Também conhecido como Ovo de Galinha com Joias, foi o primeiro de uma série de 54 ovos com joias feitos para a família imperial russa sob a supervisão de Fabergé. Foi entregue a Alexandre III em 1885. A czarina e o czar gostaram tanto do ovo que Alexandre III encomendou um novo ovo de Fabergé para sua esposa a cada Páscoa a partir de então. | Viktor Vekselberg                                                                              |
| 1886 | Galinha com pingente de safira       |        | Também conhecido como Ovo com Galinha na Cesta, foi feito em 1886 por Alexandre III, que o presenteou com sua esposa, a Imperatriz Maria Feodorovna. Esta fotografia de 1902 mostra ovos de Páscoa imperiais Fabergé pertencentes à imperatriz viúva Maria Feodorovna e à imperatriz Alexandra Feodorovna. É possível que Galinha com Pingente de Safira (ovo Fabergé) esteja entre os ovos Fabergé nesta foto. | Perdido                                                                                        |
| 1887 | Terceiro Imperial                    |        | Um ovo de ouro amarelo cravejado de joias com relógio Vacheron & Constantin fica em seu pedestal de tripé original, que tem pés de pata de leão perseguidos e é cercado por guirlandas de ouro coloridas suspensas de safiras azuis cabochão encimadas por laços de diamantes rosa. Depois de ser descoberto em um mercado de pulgas americano, em 2014 foi comprado pelo joalheiro londrino Wartski em nome de um colecionador particular não identificado. | Coleção privada                                                                                |
| 1888 | Querubim com Carruagem               |        | Também conhecido como o Anjo com Ovo na Carruagem, fabricado e entregue em 1888 a Alexandre III. Este é um dos ovos imperiais perdidos. Poucos detalhes são conhecidos sobre isso. | Perdido                                                                                        |
| 1889 | Nécessaire                           |        | Feito e entregue a Alexandre III, que o presenteou com sua esposa, Maria Feodorovna, na Páscoa de 1889. | Perdido                                                                                        |
| 1890 | Palácios Dinamarqueses               |        | Alexandre III presenteou sua esposa, Maria Feodorovna, na Páscoa de 1890. | Fundação Matilda Geddings Gray, alojada no Metropolitan Museum of Art, em Nova York, até 2021. |
| 1891 | Memória de Azov                      |        | | Palácio do Arsenal do Kremlin                                                                  |
| 1892 | Diamond Trellis                      |        | A surpresa, um elefante autômato que se pensava estar perdido há muitos anos, foi identificada em 2015 como pertencente à coleção do British Royal Collection Trust. | Coleção Dorothy e Artie McFerrin, EUA                                                          |
| 1893 | Cáucaso                              |        | | Fundação Matilda Geddings Gray, alojada no Metropolitan Museum of Art, em Nova York            |
| 1894 | Renascimento                         |        | Uma teoria é que a surpresa seja outro ovo Fabergé, o Ressurreição, que se encaixa perfeitamente na curvatura da casca do ovo renascentista e tem uma decoração similar em esmalte na base. | Viktor Vekselberg                                                                              |
| 1895 | Rosebud                              |        | | Viktor Vekselberg                                                                              |
| 1895 | Relógio Serpente Azul                |        | Antes de março de 2014, era confundido com o terceiro ovo imperial. | Coleção de Alberto II do Mónaco, Monte Carlo, Monaco                                           |
| 1896 | Cristal de rocha                     |        | Também conhecido como ovo giratório em miniatura. | Museu de Belas Artes da Virgínia, Richmond, Virgínia, EUA                                      |
| 1896 | Doze Monogramas                      |        | Também conhecido como o ovo de retratos de Alexandre III. Falta surpresa. | Museu Hillwood, Washington, DC, EUA                                                            |
| 1897 | Coroação Imperial                    |        | | Viktor Vekselberg                                                                              |
| 1897 | Malva                                |        | Apenas a surpresa do ovo (foto) foi encontrada. | Perdido Viktor Vekselberg                                                                      |
| 1898 | Lírios do Vale                       |        | Feito sob a supervisão de Fabergé em 1898 pelos ateliês Fabergé. O ourives supervisor era Michael Perchin. O ovo é um dos dois no estilo Art Nouveau. Foi apresentado em 5 de abril ao czar Nicolau II e entregue à czarina, a imperatriz Alexandra Fyodorovna. | Viktor Vekselberg                                                                              |
| 1898 | Pelicano                             |        | | Museu de Belas Artes da Virgínia, Richmond, Virgínia, EUA                                      |
| 1899 | Relógio buquê de lírios              |        | | Palácio do Arsenal do Kremlin                                                                  |
| 1899 | Pansy                                |        | Também conhecido como Ovo de Jade de Espinafre, feito por Fabergé em 1899 para o czar Nicolau II e dado de presente à imperatriz Maria Feodoronova. O ovo possui um mecanismo que, ao ser pressionado, permite que o coração se abra em seu interior, formando um pingente com fotos de familiares. Feito de nefrita, prata dourada, diamantes, esmalte branco, vermelho, verde e violeta opaco. Coração surpresa em ouro multicolorido, diamantes, pérolas, esmalte e madrepérola. | Matilda Gray Stream, EUA                                                                       |
| 1900 | Ferrovia Transiberiana               |        | | Palácio do Arsenal do Kremlin                                                                  |
| 1900 | Galo                                 |        | | Viktor Vekselberg                                                                              |
| 1901 | Cesta de Flores                      |        | | Royal Collection, Londres, Reino Unido                                                         |
| 1901 | Palácio Gatchina                     |        | | Walters Art Museum, Baltimore, Maryland, EUA                                                   |
| 1902 | Folha de trevo                       |        | | Arsenal do Kremlin                                                                             |
| 1902 | Empire Nephrite                      |        | A surpresa é um retrato em miniatura da grã-duquesa Olga Alexandrovna da Rússia e do duque Peter Alexandrovich de Oldenburg (original perdido). | Coleção particular, Nova York                                                                  |
| 1903 | Pedro, o Grande                      |        | | Museu de Belas Artes da Virgínia, Richmond, Virgínia, EUA                                      |
| 1903 | Royal Danish                         |        | | Perdido                                                                                        |
| 1906 | Kremlin de Moscou                    |        | | Arsenal do Kremlin                                                                             |
| 1906 | Cisne                                |        | | Fundação Edouard e Maurice Sandoz, Suíça                                                       |
| 1907 | Rose Trellis                         |        | | Walters Art Museum, Baltimore, Maryland, EUA                                                   |
| 1907 | Berço com guirlandas                 |        | Também conhecido como o ovo "Love Trophies" | Coleção particular, Robert M. Lee, EUA                                                         |
| 1908 | Palácio de Alexandre                 |        | | Arsenal do Kremlin                                                                             |
| 1908 | Pavão                                |        | | Fundação Edouard e Maurice Sandoz, Suíça                                                       |
| 1909 | Iate Standard                        |        | | Arsenal do Kremlin                                                                             |
| 1909 | Alexandre III comemorativo           |        | | Perdido                                                                                        |
| 1910 | Colunata                             |        | | Royal Collection, Londres, Reino Unido                                                         |
| 1910 | Alexandre III Equestre               |        | | Arsenal do Kremlin                                                                             |
| 1911 | Décimo Quinto Aniversário            |        | | Viktor Vekselberg                                                                              |
| 1911 | Louro                                |        | Também conhecido como ovo de laranjeira. | Viktor Vekselberg                                                                              |
| 1912 | Tsarevich                            |        | | Virginia Museum of Fine Arts, Richmond, Virginia, US                                           |
| 1912 | Napoleônico                          |        | | Matilda Geddings Gray Foundation. Displayed at the Metropolitan Museum of Art, New York City   |
| 1913 | Romanov Tricentenário                |        | | Arsenal do Kremlin                                                                             |
| 1913 | Inverno                              |        | Desenhado por Alma Pihl, a única mulher e um dos mais conhecidos artesãos Fabergé, como um presente para Maria Feodorovna por seu filho Nicolau II. O exterior do ovo se assemelha a geada e cristais de gelo formados em vidro transparente. É cravejado com 1.660 diamantes e é feito de quartzo, platina e ortoclásio. A surpresa é um cesto de flores em miniatura cravejado com 1.378 diamantes e é feito de platina e ouro, enquanto as flores são feitas de quartzo branco e as folhas de demantóide. As flores jazem em musgo dourado. O ovo tem 102 milímetros de altura. | Foi informado que o comprador estava Hamad bin Khalifa Al Thani, the Emir do Qatar.            |
| 1914 | Mosaic                               |        | | Royal Collection, Londres, Reino Unido                                                         |
| 1914 | Catarina, a Grande                   |        | Também conhecido como o "Grisaille". O ovo foi feito por Henrik Wigström, "o último mestre-chefe de Fabergé". Foi dado a Maria Feodorovna por seu filho Nicolau II. Sua surpresa (agora perdida) foi "uma liteira mecânica, carregada por dois blackamoors, com Catarina, a Grande, sentada dentro". | Hillwood Museum, Washington, D.C., EUA                                                         |
| 1915 | Cruz Vermelha com Tríptico           |        | | Cleveland Museum of Art, Cleveland, Ohio, EUA                                                  |
| 1915 | Cruz Vermelha com Retratos Imperiais |        | | Virginia Museum of Fine Arts, Richmond, Virginia, US                                           |
| 1916 | Militar de aço                       |        | | Arsenal do Kremlin                                                                             |
| 1916 | Ordem de São Jorge                   |        | Feito durante a Primeira Guerra Mundial, o ovo da Ordem de São Jorge comemora a Ordem de São Jorge que foi concedida ao imperador Nicolau e seu filho, o grão-duque Alexei Nikolaievich. O Ovo da Ordem de São Jorge e sua contraparte, o Ovo Militar de Aço, eram de design modesto, de acordo com a austeridade da Primeira Guerra Mundial, e Fabergé cobrou 13.347 rublos pelos dois. O ovo da Ordem de São Jorge deixou a Rússia bolchevique com sua destinatária original, a imperatriz viúva Maria Feodorovna. | Viktor Vekselberg                                                                              |
| 1917 | Vidoeiro da Carélia                  |        | Criado em 1917, o ovo deveria ser finalizado e entregue ao czar naquela Páscoa, como presente para sua mãe, a imperatriz Maria Feodorovna. Antes que o ovo pudesse ser entregue, ocorreu a Revolução de Fevereiro e Nicolau II foi forçado a abdicar em 15 de março. Em 25 de abril, Fabergé enviou ao czar uma fatura do ovo, dirigindo-se a Nicolau II não como "czar de todos os russos", mas como "Sr. Romanov, Nikolai Aleksandrovich". Nicolau pagou 12.500 rublos e o ovo foi enviado ao grão-duque Miguel Alexandrovich em seu palácio para ser apresentado à imperatriz, mas o duque fugiu antes que ele chegasse. O ovo permaneceu no palácio até ser roubado na sequência da Revolução de Outubro naquele ano. | Alexandre Ivanov. Exibido no Museu Fabergé de Ivanov em Baden-Baden, Alemanha.                 |
| 1917 | Constelação                          |        | Por causa da Revolução de Fevereiro de 1917 e eventos subsequentes, este ovo nunca foi terminado ou apresentado à esposa de Nicolau, a czarina Alexandra Feodorovna. | Fersman Mineralogical Museum, Moscow, Russia                                                   |

### Lista dos ovos Kelch
Faberge também foi contratado para fazer ovos para Alexander Ferdinandovich Kelch, um industrial de minas de ouro da Sibéria, como presentes para sua esposa Barbara (Varvara) Kelch-Bazanova. Embora ainda fossem "ovos Fabergé" por terem sido produzidos em sua oficina, esses ovos não eram tão elaborados quanto os ovos imperiais e não eram únicos em design. A maioria são cópias de outros ovos.
| Data | Ovo                 | Imagem | Descrição | Proprietário                         |
| ---- | ------------------- | ------ | --------- | ------------------------------------ |
| 1898 | Goblet Hen          |        |           | Viktor Vekselberg                    |
| 1899 | Doze Painéis        |        |           | Royal Collection                     |
| 1900 | Pinha               |        |           | Coleção privada                      |
| 1901 | Flor de maçã        |        |           | Museu Nacional de Liechtenstein      |
| 1902 | Rocaille            |        |           | Coleção Dorothy e Artie McFerrin     |
| 1903 | Bonbonniere         |        |           | Propriedade do falecido Kerry Packer |
| 1904 | Chalice Chanticleer |        |           | Viktor Vekselberg                    |

### Outros ovos Fabergé
| Data      | Ovo                    | Imagem | Descrição | Proprietário                     |
| --------- | ---------------------- | ------ | --- | -------------------------------- |
| 1885–91   | Esmalte listrado azul  |        | | Coleção privada                  |
| 1902      | Duquesa de Marlborough |        | | Viktor Vekselberg                |
| 1902      | Rothschild             |        | | Hermitage                        |
| 1907      | Yusupov                |        | Estilo Luís XVI. Dado a Zinaida Yusupova (7ª princesa de Yusupovs) por Felix Felixovich Sumarokov-Elston. O ovo foi deixado guardado na Rússia quando a princesa fugiu da revolução bolchevique, mas foi encontrado e vendido por oficiais russos. Maurice Yves Sandoz comprou-o em 1953 (daí o "M, Y, S" gravado nos medalhões do ovo). Em exibição no Musée d'Horlogerie du Locle. | Fundação Sandoz (desde 1995)     |
| 1914      | Nobel Ice              |        | | Coleção Dorothy e Artie McFerrin |
| 1885–89   | Ressurreição           |        | Quase certamente a surpresa do Ovo Renascentista de 1894. | Viktor Vekselberg                |
| 1899–1903 | Flores da Primavera    |        | Possivelmente inautêntico | Viktor Vekselberg                |
| 1899–1903 | Escandinavo            |        | | Viktor Vekselberg                |

## Localização
| Localização atual dos ovos Fabergé                                                  | Número |
| - Imperial:                                                                         | 42     |
| Coleção Viktor Vekselberg, Rússia (antes B. C. Forbes)                              | 9      |
| Palácio do Arsenal do Kremlin, Moscou, Rússia                                       | 10     |
| Virginia Museum of Fine Arts, Richmond (Virgínia), Estados Unidos                   | 5      |
| Cheekwood Botanical Garden and Museum of Art, Nashville (Tennessee), Estados Unidos | 3      |
| Royal Collection, Londres, Reino Unido                                              | 3      |
| Fundação Edouard e Maurice Sandoz, Suíça                                            | 2      |
| Hillwood Museum, Washington, DC, Estados Unidos                                     | 2      |
| Walters Art Museum, Baltimore, Estados Unidos                                       | 2      |
| Museu de Arte de Cleveland, Cleveland, Estados Unidos                               | 1      |
| Coleção de Alberto II de Mónaco, Monte-Carlo, Mônaco                                | 1      |
| Governo de Qatar                                                                    | 1      |
| Coleção privada, Estados Unidos                                                     | 4      |
| - Kelch:                                                                            | 7      |
| Coleção de Viktor Vekselberg, Rússia (antes Forbes)                                 | 2      |
| Royal Collection, Londres, Reino Unido                                              | 1      |
| Coleção privada                                                                     | 4      |
| - Outros:                                                                           | 8      |
| Coleção de Viktor Vekselberg, Rússia (antes Forbes)                                 | 2      |
| Museu de Arte de Cleveland, Cleveland, Estados Unidos                               | 1      |
| Fundação Edouard e Maurice Sandoz, Suíça                                            | 1      |
| Museu Nacional Russo, Moscou, Rússia                                                | 1      |
| Coleção privada                                                                     | 3      |

## História recente
Dos 65 conhecidos ovos Fabergé grandes, apenas 57 existem até hoje. Dez dos Ovos Imperiais de Páscoa estão expostos no Palácio do Arsenal do Kremlin, Moscou, Rússia. Dos 50 Ovos Imperiais, só 43 sobrevivem.
Dos sete ovos Imperiais desaparecidos, há fotos apenas de dois; um de 1903, o Jubileu  dinamarquês, e um de 1909, Comemorativo de Alexandre III da Rússia.
Um único dos Ovos da "Ordem de St. George" feitos em 1916 foi tirado da Rússia bolchevique pela Imperatriz Consorte Dagmar da Dinamarca. Os demais ovos dessa série ficaram em São Petersburgo.
Após a Revolução Russa de 1917, a "Casa Fabergé" foi nacionalizada pelos bolcheviques e a família Fabergé fugiu para a Suíça, onde Peter Carl Fabergé faleceu em 1920. Todos os palácios da Dinastia Romanov foram saqueados e os seus tesouros foram removidos por ordem de Vladimir Lenin e levadas para o Palácio do Arsenal do Kremlin.
Visando a obter moedas estrangeiras, Josef Stalin vendeu diversos Ovos Fabergé em 1927, depois que seu valor foi avaliado por "Agathon Fabergé", irmão mais jovem do ourives. Entre 1930 e 1944, quatorze dos Ovos Imperiais deixaram a Rússia. Muitos dos ovos foram comprados por "Armand Hammer", presidente da Occidental Petroleum e amigo pessoal de Lenin e cujo pai havia fundado o Partido Comunista dos Estados Unidos da América e também por "Emanuel Snowman" da "Wartski", famosos antiquários de Londres.
Depois da coleção do Palácio do Arsenal do Kremlin, o maior acervo dessas joias foi colecionado por Malcolm Forbes e exposto em Nova Iorque. Num total de nove Ovos e mais cerca de 180 outras peças feitas por Fabergé, a coleção foi colocada em leilão na Sotheby's em fevereiro de 2004 pelos herdeiros de Forbes. Antes mesmo do início do leilão, toda a coleção foi comprada pelo magnata e oligarca russo da era pós-soviético de nome  Victor Vekselberg por uma soma da ordem de 90 a 120 milhões de dólares.
Em novembro de 2007, um relógio "Fabergé", denominado pela casa de leilões Christie's como "Fabergé Rothschild" foi vendido por quase £ 9 milhões (incluindo a comissão) O preço alcançado no leilão bateu três recordes, como mais caro:
- equipamento de medição de tempo;
- objeto de origem russa
- objeto feito por Fabergé

Essa venda ultrapassou o preço de 9,6 milhões de dólares de um leilão de 2002, essa do Ovo Fabergé “Inverno” datado de 1913.

### Terceiro ovo
O terceiro dos 50 ovos de Páscoa, avaliado em 24 milhões de euros, foi descoberto em 2014 num mercado de rua nos EUA. A peça é composta por um relógio Vacheron Constantin, que se encontra no seu interior, mede cerca de 8,2 cm de altura e foi oferecida na Páscoa pelo czar Alexandre III à mulher, Maria Feodorovna, em 1887.

## Galeria

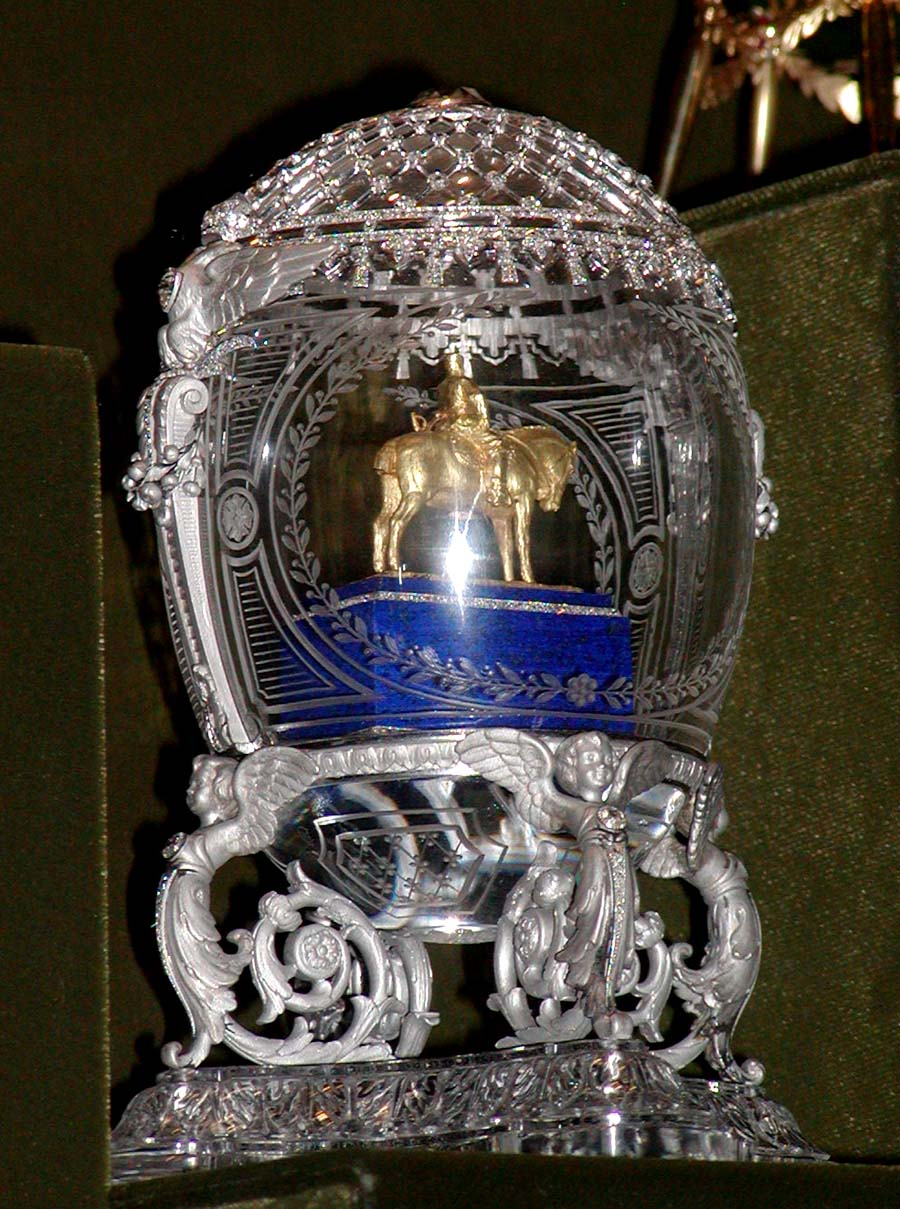
Alexandre III Equestre
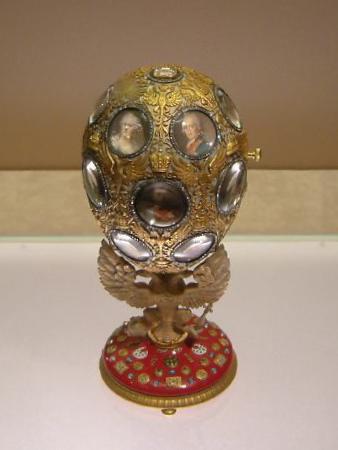
Tricentenário dos Romanov, Kremlin
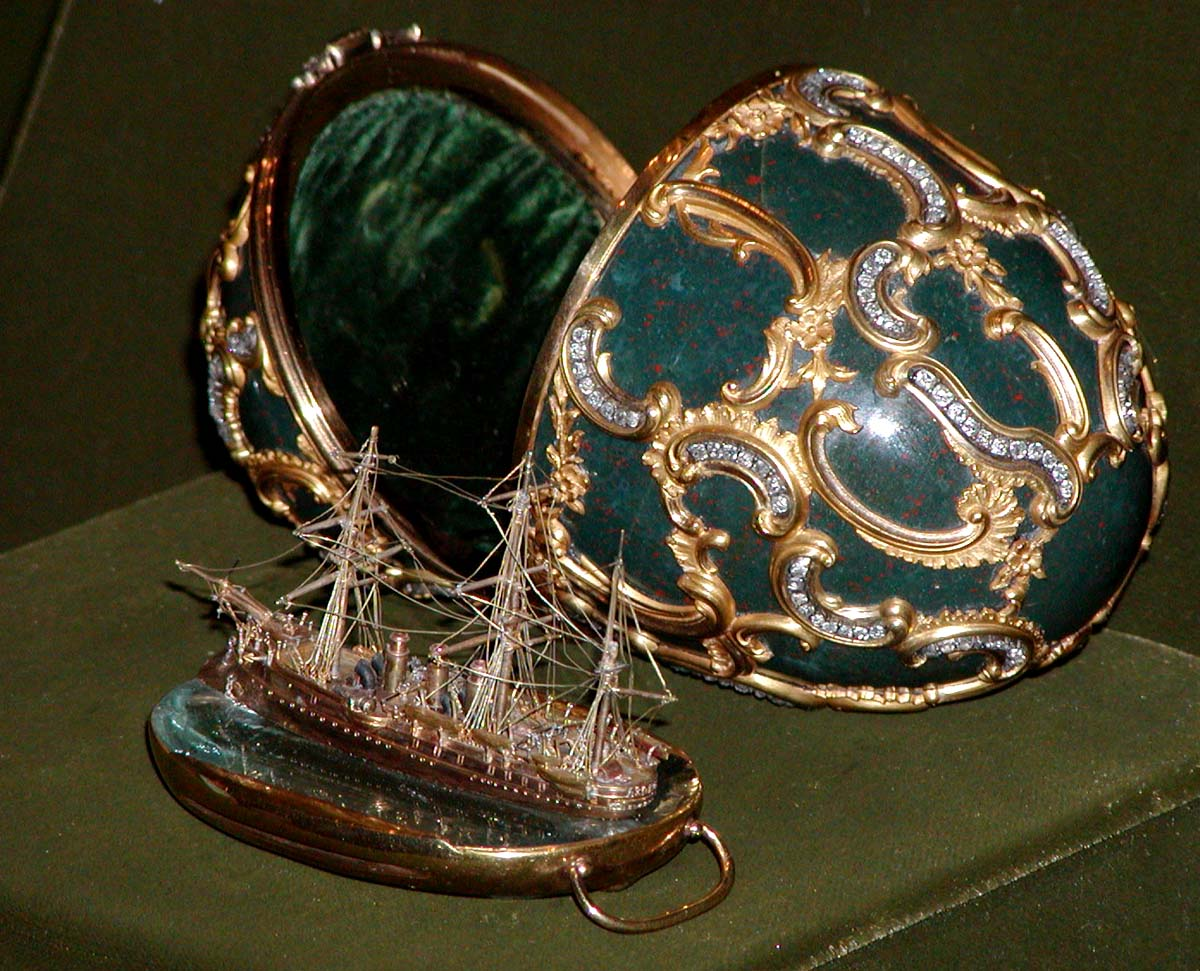
Memória de Azov
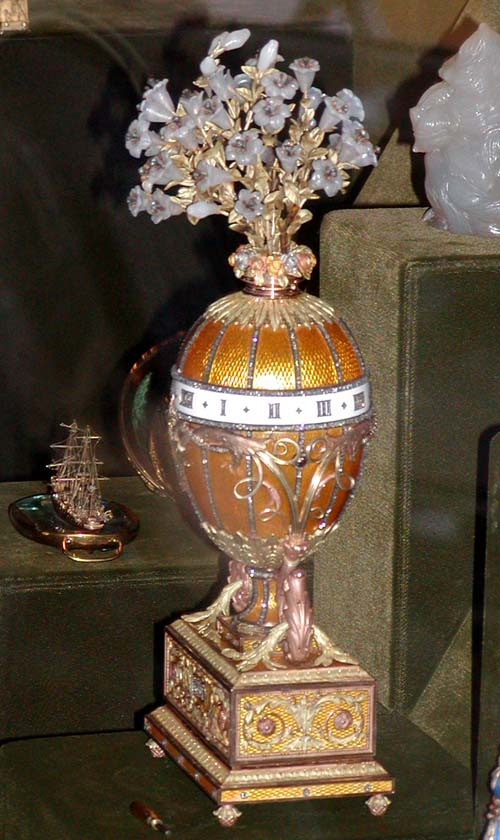
Relógio Bouquet